# 小行星7555
小行星7555（英語：7555 Venvolkov）是一颗围绕太阳公转的小行星。1981年9月28日，柳德米拉·瓦斯列娜·朱然勒娃在克里米亚发现了此天体。
这颗小行星的绝对星等为315.2892920794101等。